# Chambley-Bussières
 Chambley-Bussières  es una población y comuna francesa, en la región de Lorena, departamento de Meurthe y Mosela, en el distrito de Briey y cantón de Chambley-Bussières.

## Demografía
| 554 | 540 | 477 | 466 | 418 | 428 |
| Para los censos de 1962 a 1999 la población legal corresponde a la población sin duplicidades (Fuente: INSEE [Consultar]) |     |     |     |     |     |